# Blues for Two
Blues for Two è un album di Zoot Sims con il chitarrista Joe Pass, pubblicato dalla Pablo Records nel 1983. Il disco fu registrato al RCA Studio di New York City, New York (Stati Uniti), nelle date indicate nella lista tracce.

## Tracce
Lato A
1. Blues for 2 – 4:53 (Zoot Sims, Joe Pass) – Registrato il 6 marzo 1982
2. Dindi – 4:15 (Antônio Carlos Jobim, Ray Gilbert, Louis Oliveira) – Registrato il 6 marzo 1982
3. Pennies from Heaven – 7:20 (Johnny Burke, Arthur Johnston) – Registrato il 23 giugno 1982
4. Poor Butterfly – 4:52 (John Golden, Raymond Hubbell) – Registrato il 23 giugno 1982

Lato B
1. (What Did I to Be So) Black and Blue – 5:57 (Harry Brooks, Andy Razaf, Fats Waller) – Registrato il 23 giugno 1982
2. I Hadn't Anyone Till You – 5:50 (Ray Noble) – Registrato il 6 marzo 1982
3. Takeoff – 4:10 (Joe Pass, Zoot Sims) – Registrato il 6 marzo 1982
4. Remember – 5:30 (Irving Berlin) – Registrato il 6 marzo 1982[4]

## Musicisti
- Zoot Sims - sassofono
- Joe Pass - chitarra[4]